# Gajasimha
Le gajasimha ou gajasiha (du sanskrit : gaja+siṃha ; pali : gaja+sīha) est un animal hybride mythique (en) de la mythologie hindoue, apparaissant comme un sinha ou un rajasiha (lion mythique) avec la tête ou la trompe d'un éléphant.

## Motif et symbole
On le retrouve comme motif dans l'art indien et cinghalais et est utilisé comme symbole héraldique dans certains pays d'Asie du Sud-Est, notamment au Cambodge et en Thaïlande. Au Siam (Thaïlande pré-moderne), le gajasimha servait de symbole au kalahom, l'un des deux principaux chanceliers du roi.

## Héraldique
Il apparaît comme support dans les armoiries du Siam, en usage de 1873 à 1910, et dans les armoiries royales du Cambodge, officiellement adoptées en 1993.

## Galerie

Représentation du Gajasimha
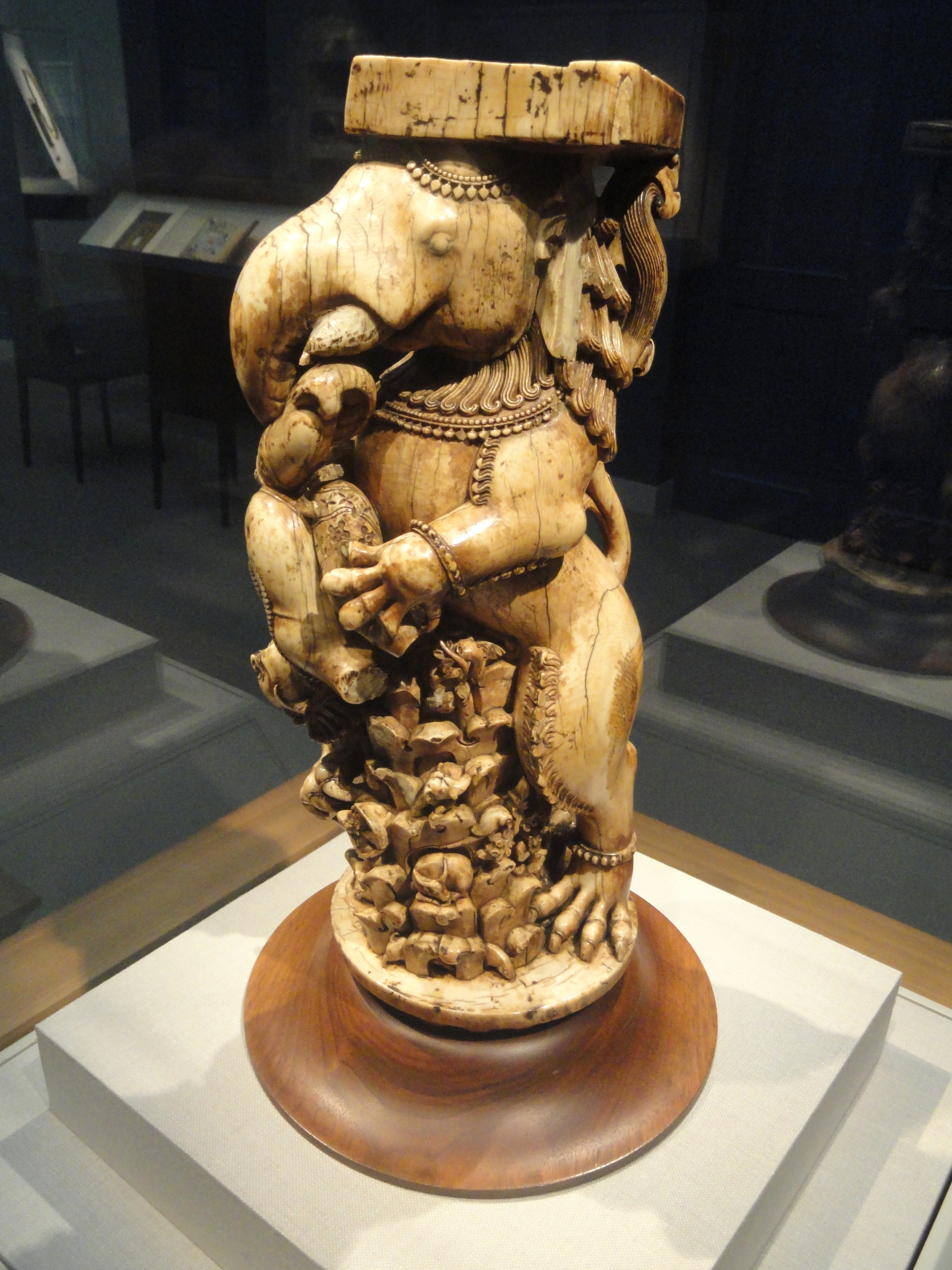
Pied de trône en ivoire, dynastie du Gange oriental
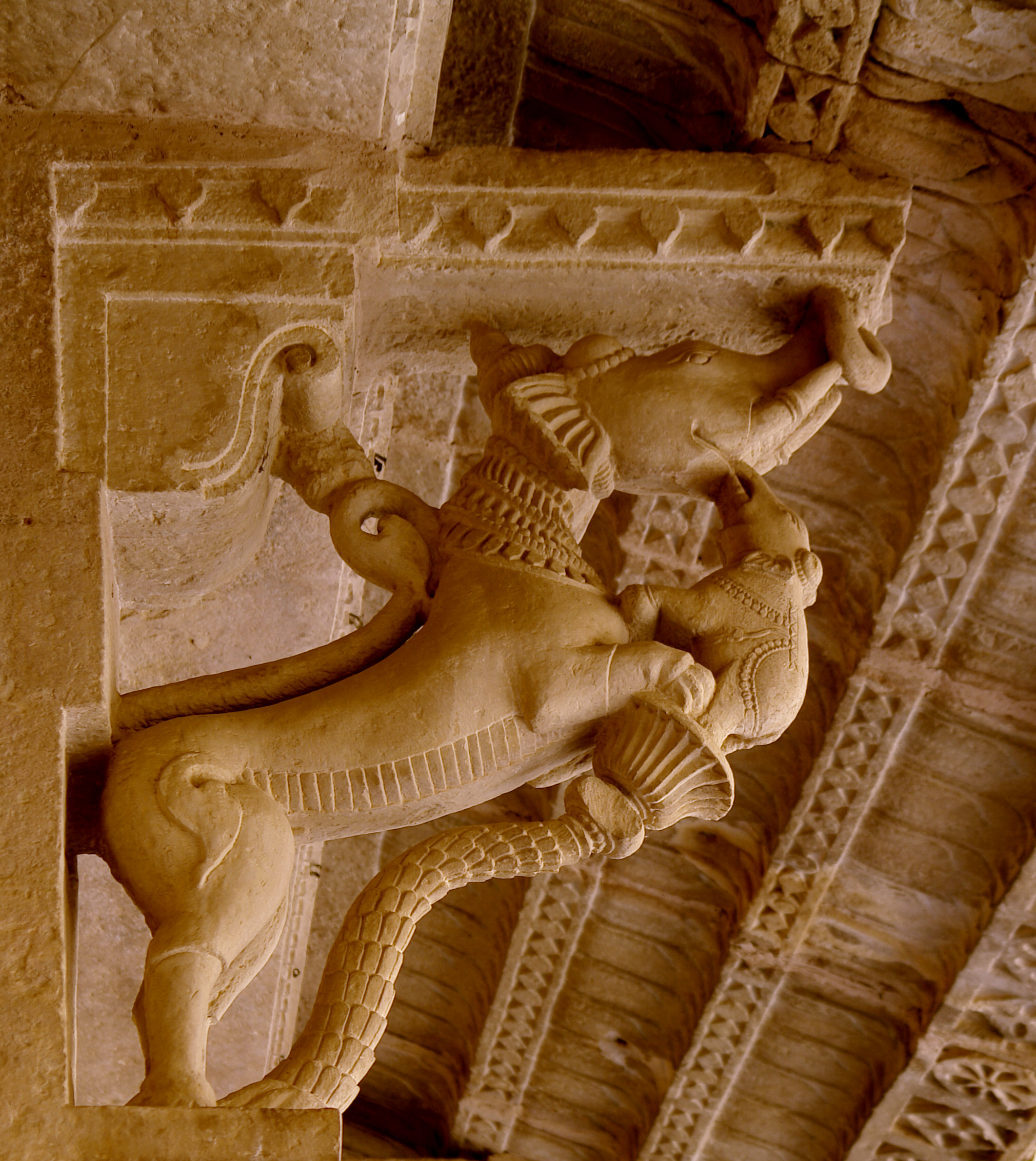
Motif architectural, fort de Gwalior, Madhya Pradesh, Inde
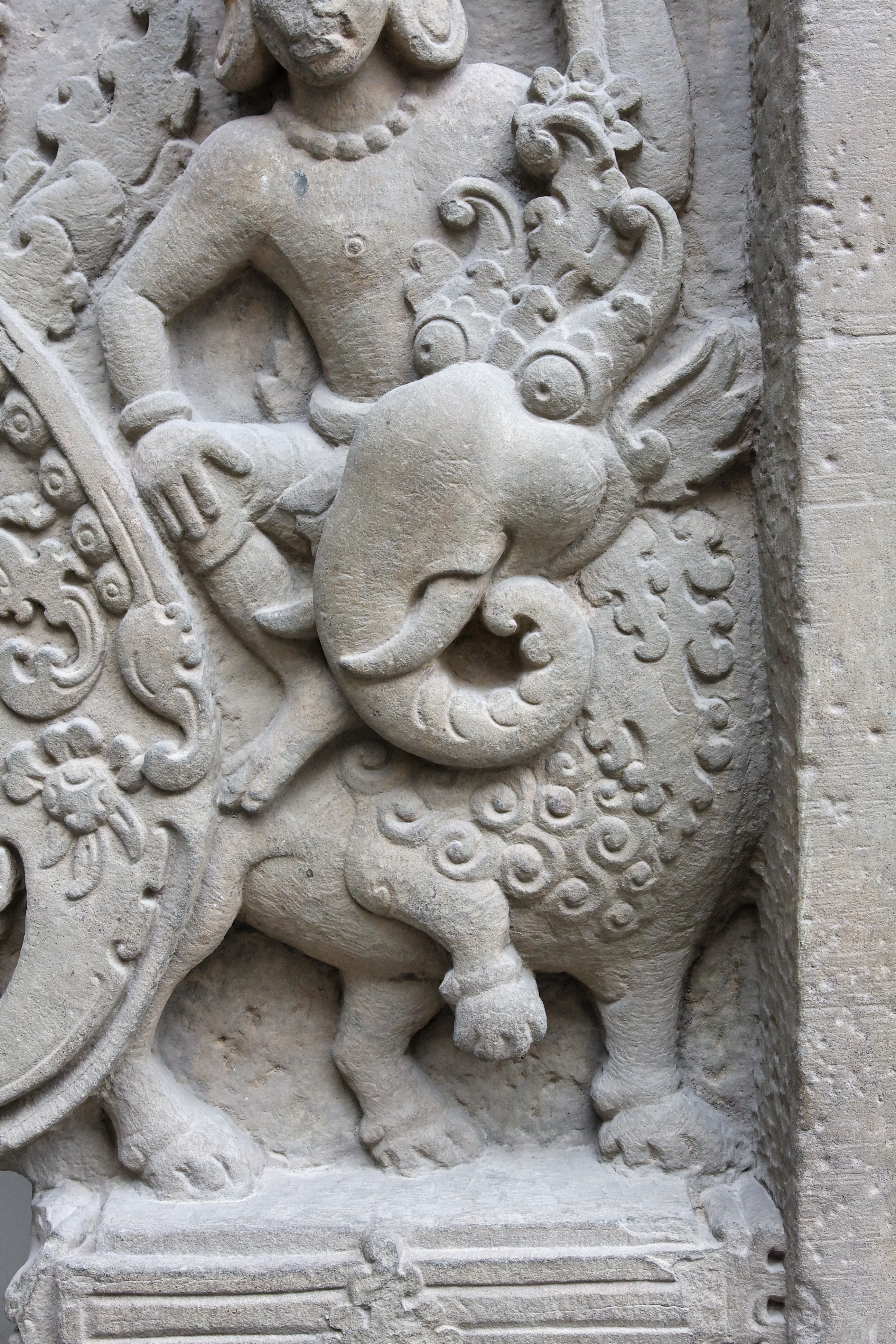
Détail du linteau du Prasat Prei Kmeng, Siem Reap, Cambodge
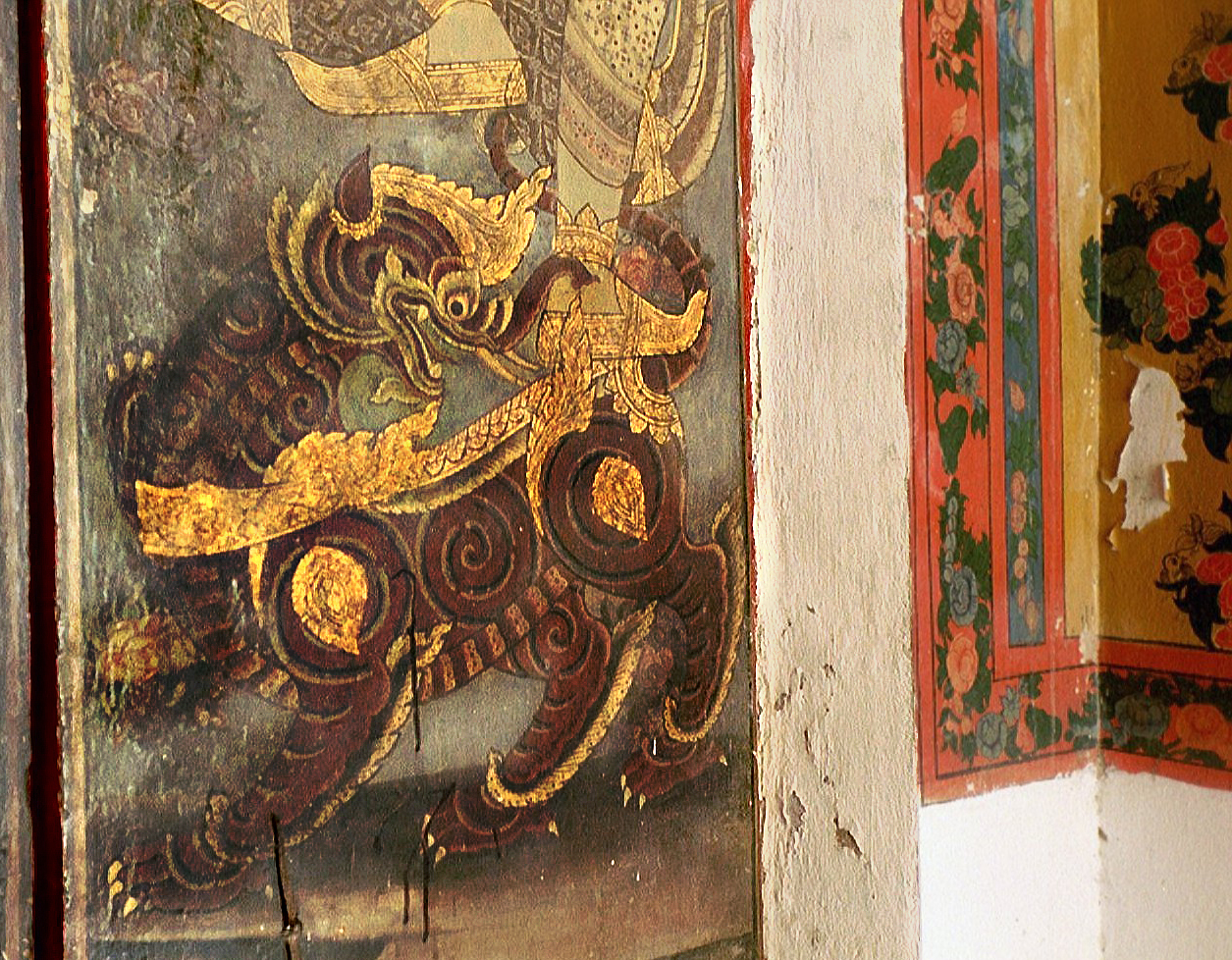
Peinture de porte, Wat Arun, Thaïlande
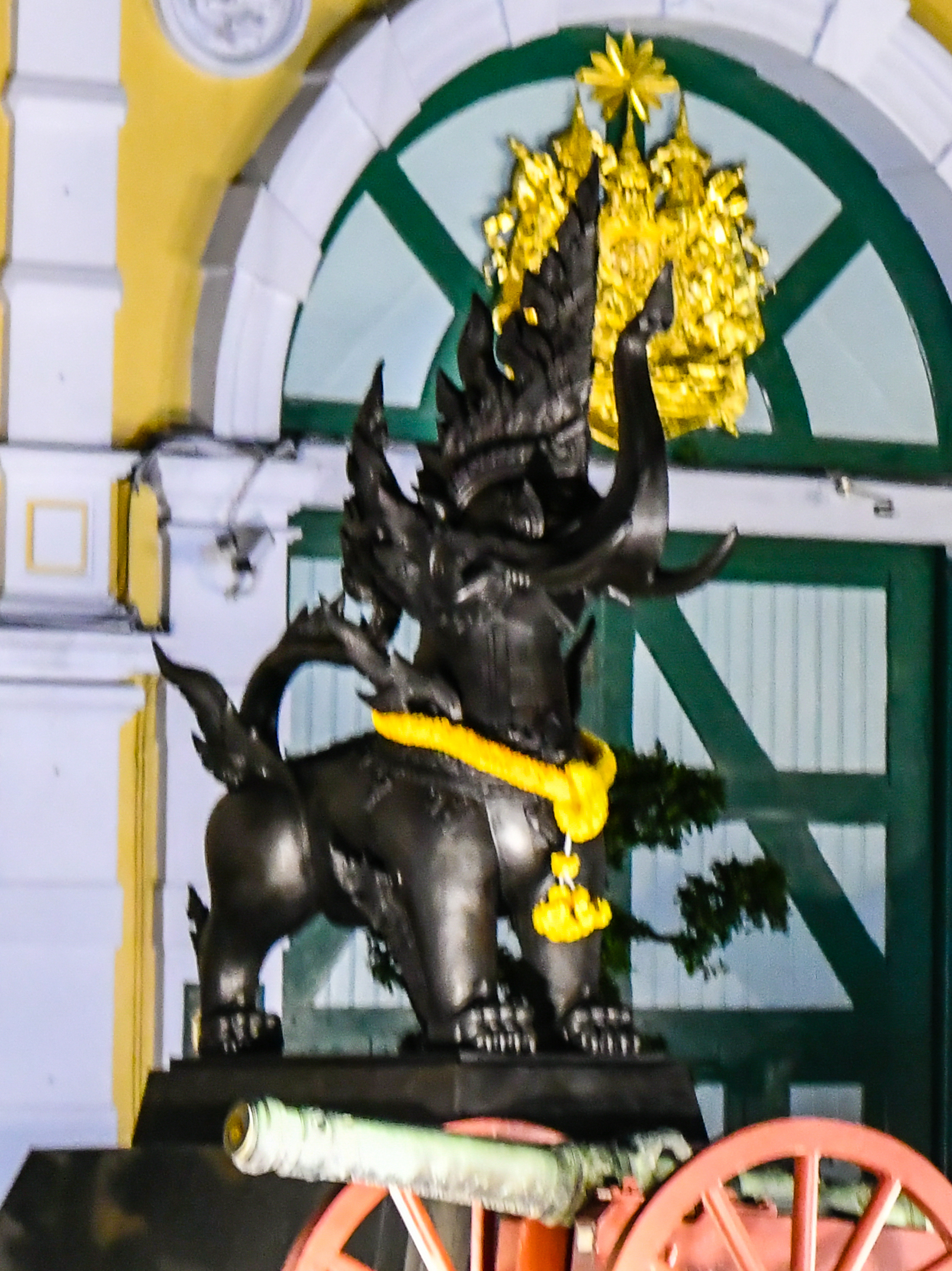
Statue, ministère de la Défense, Thaïlande
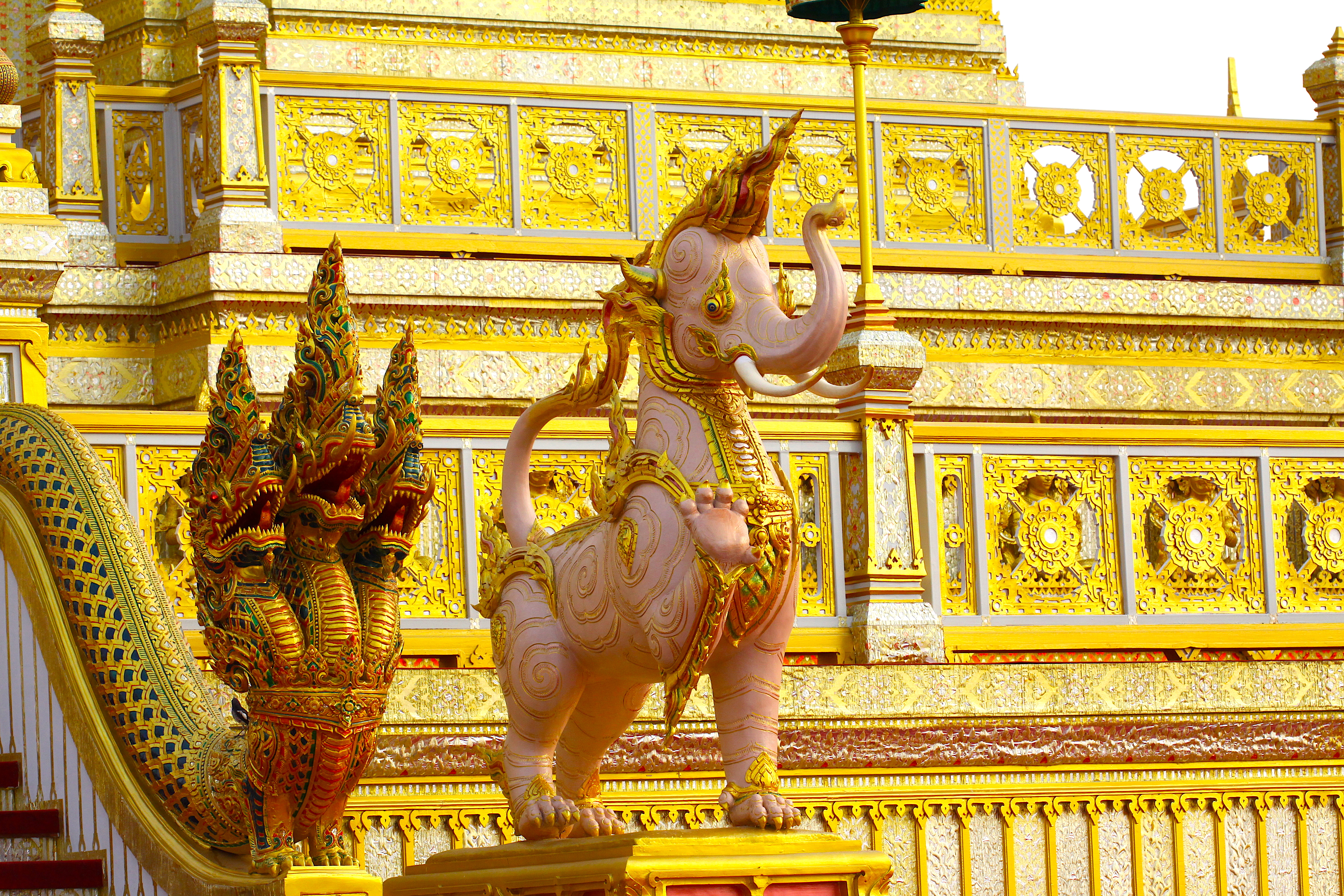
Crématorium royal du roi Bhumibol Adulyadej, Thaïlande

### En héraldique

Gajasimha en héraldique
Armoiries royales du Cambodge
Armoiries du Siam
Armoiries du 1er régiment d'infanterie thaïlandais (en), garde rapprochée du roi
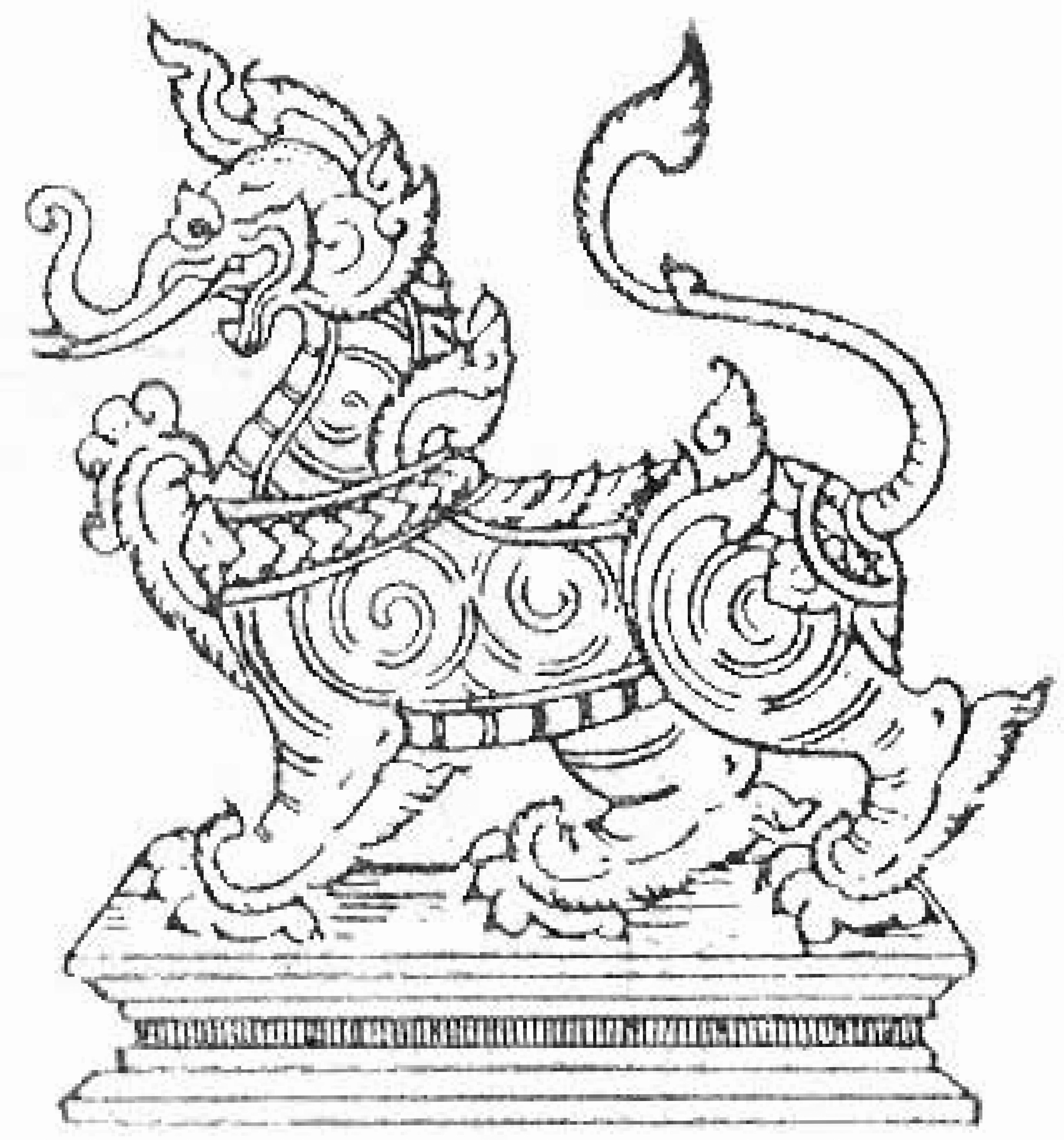
Sceau du ministre de la Défense du Siam
Emblème du Bureau du Premier ministre de Thaïlande